# 宝珠院 (東京都港区)
宝珠院（ほうしゅいん）は、東京都港区にある浄土宗の寺院。「ほうじゅいん」とも呼ばれている。

## 来歴
- 貞亨2年（1685年）霊玄上人のとき現在の地に増上寺の伽藍群のひとつとして開山。
- 昭和20年 - 東京大空襲にて増上寺の一角は大火災が発生したが当寺は類焼せず。
- 平成23年 - 東日本大震災にて屋根の瓦が落ちるなどの被害を受ける。
- 平成28年12月-宝珠院墓苑である芝庭苑をオープン
- 平成29年-寺院創建333年の振興事業の取り組みを始める

## 伽藍

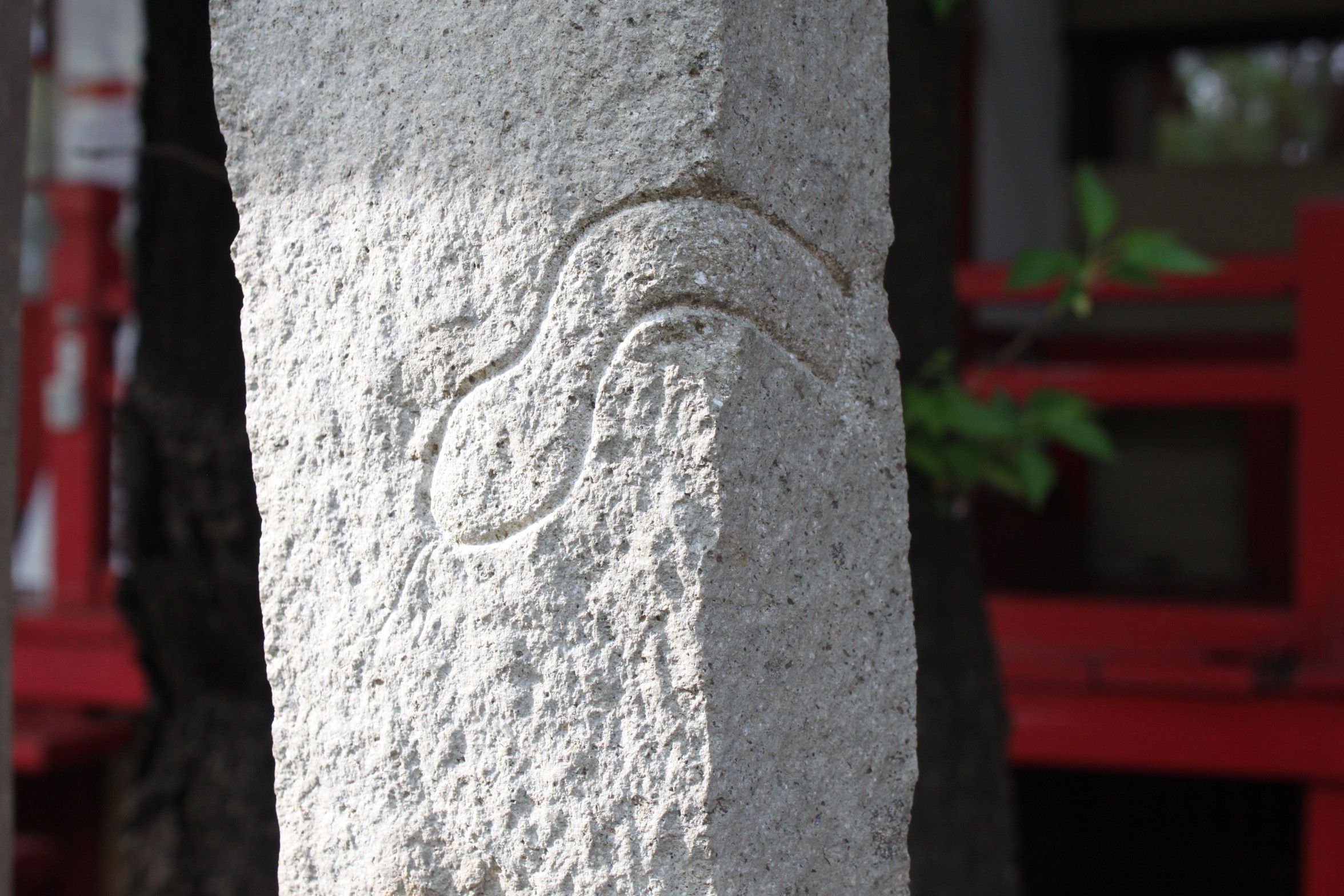
なめくじの線刻がある石柱

- 本堂
- 弁天堂
- 閻魔堂
- 庫裏（閻魔堂と棟続き）
- 地蔵堂
- 妙見堂
- 地蔵堂

## 仏像等
- 開運出世弁才天 港七福神
- 閻魔大王および司録（しろく：判決を記録する役）・司命（しみょう：判決を言い渡す役）
- 大蛇の石像（蛇、蛙、なめくじの関係は三すくみ参照）
- 大蛙の石像
- なめくじの線刻がある石柱 （弁天堂と閻魔堂の境界前方にある）

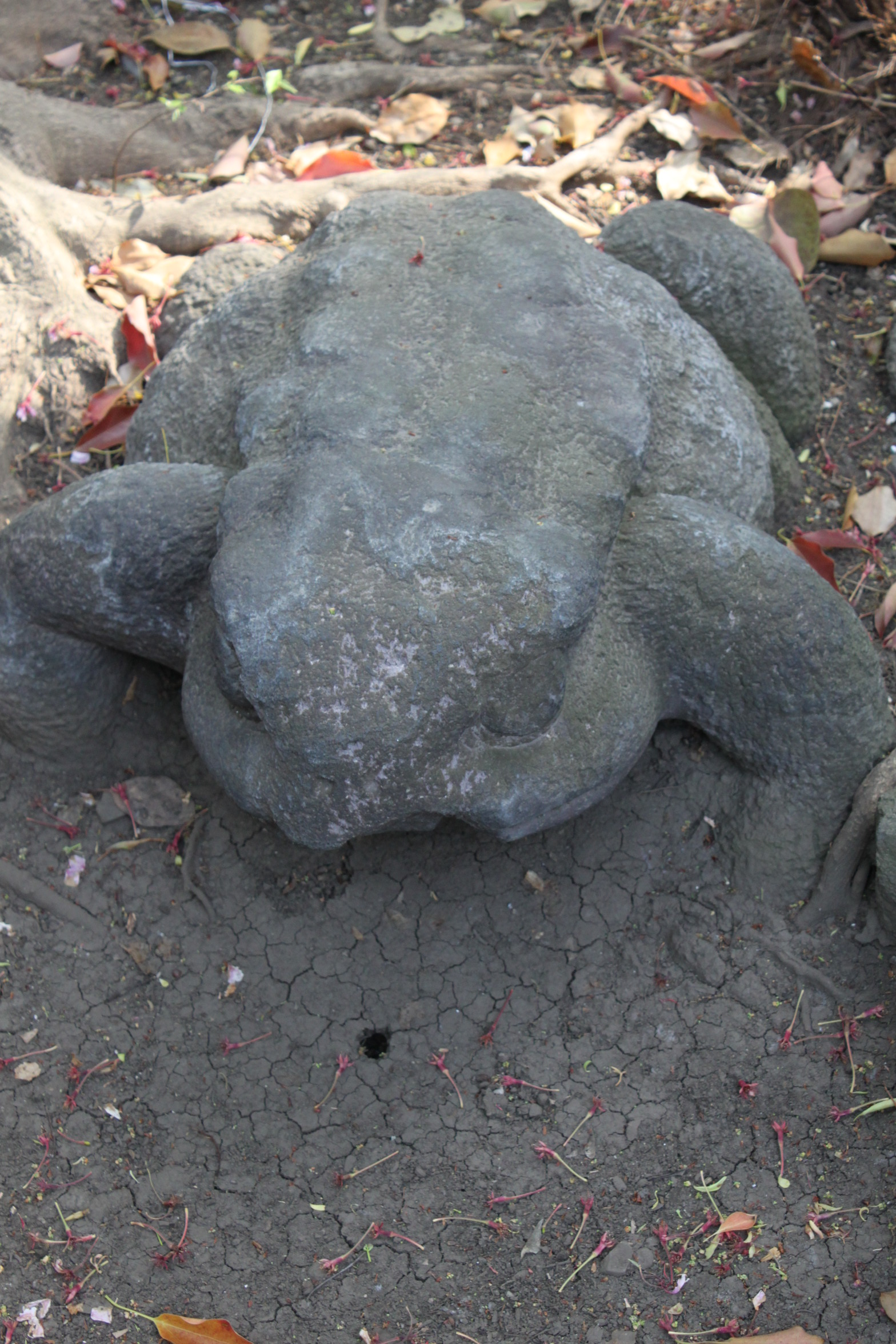
大蛙の石像

## 縁日
- 太陽暦での徳川家康の命日の4月17とその前2日。弁財天像のご開帳が行われる。
- 巳（み）の日、特に己巳（きし、つちのと・み）の日。弁才天と蛇が関係があるため。己巳の日には近隣の蛇塚とあわせて参拝する者もいる。

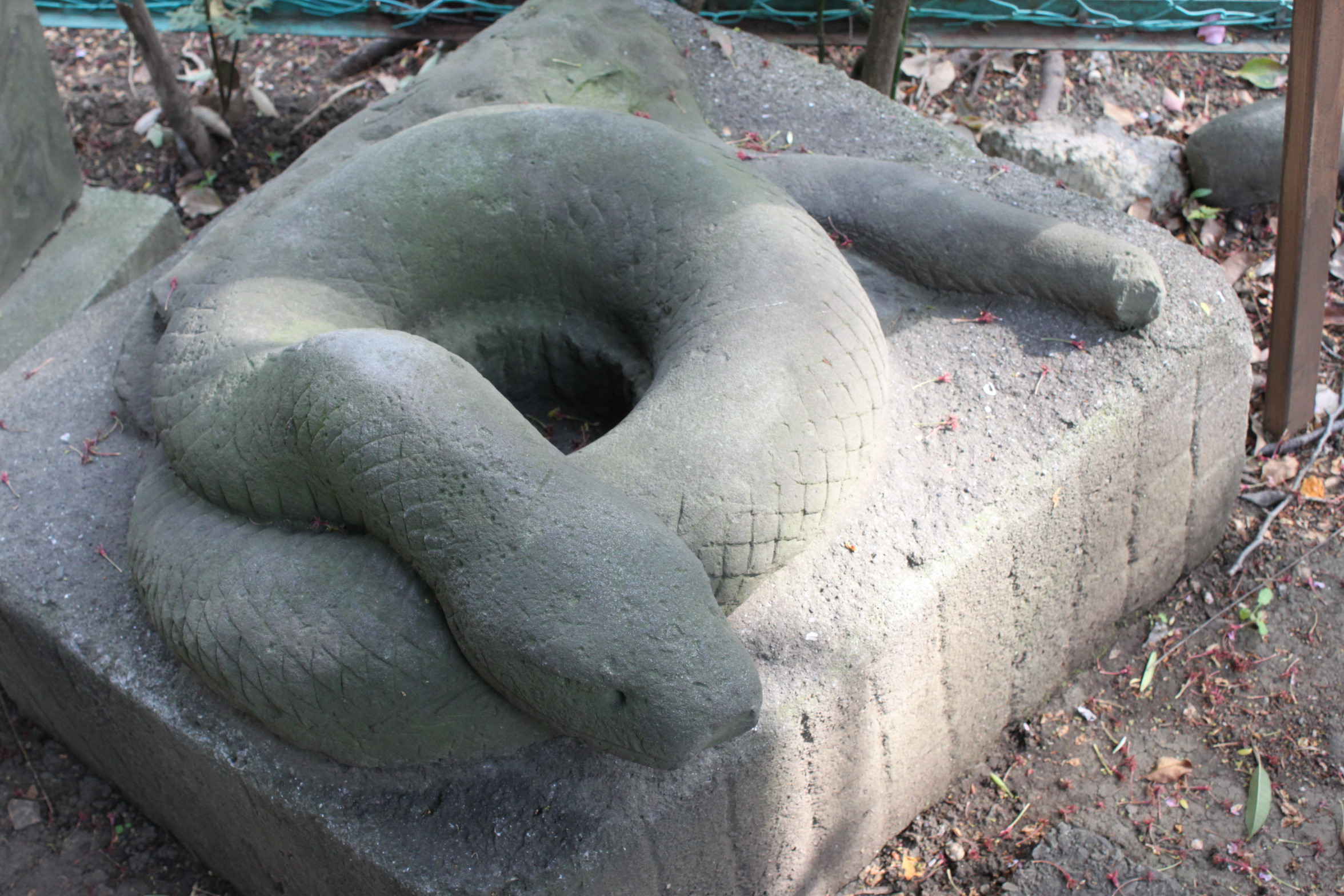
大蛇の石像

- 五の日、十の日

## 近隣
- 芝公園
- 増上寺
- 東京タワー
- ザ・プリンスパークタワー東京
- 都道301号
- 蛇塚